# センチメートル
センチメートル（フランス語: centimètre、英語: centimetre、記号 cm）は、国際単位系（SI）の長さの単位で、1/100メートル（m）に相当する。SI基本単位のメートルと1/100を表すSI接頭語であるセンチを組合わせた分量単位である。
- 1 cm = 0.01 m = 10 mm
- 1 cm3 = 1 mL

ミリメートル ≪ センチメートル ≪ デシメートル ≪ メートル

## 概要
CGS単位系においては基本単位であった。
多くの物理量の表記では、SI接頭語としてナノ(n)、マイクロ(µ)、ミリ (m) 、キロ (k)、メガ (M)、ギガ(G)などの、103毎の倍数となっているものを使用することが技術者や科学者に好まれる（SI接頭語#103毎の倍数の推奨）が、日常的な長さの計量においてはセンチメートルがよく使われる。
国際単位系では、センチメートルに限らず「10-2 (百分の一)」を意味する単位の頭には「センチ (c)」が付くが、日本では、単に「センチ」というと「センチメートル」を指す例が見られる。
漢字（国字）では「糎」と表記、「珊」と表記される例も見られたが、戦後は当用漢字（現・常用漢字）表から外され、1950年（昭和25年）以降は滅多に使われなくなった。

"cm"は口頭では「センチメーター」とも読まれることもあるが、この表記は日本の計量法上は認められない。

## 長さ以外の使用法
- CGS単位系では、センチメートルは静電容量の単位としても使用する。1センチメートルの静電容量は約1.113×10−12ファラドに等しい[2]。

## 符号位置
| 記号 | Unicode | JIS X 0213 | 文字参照          | 名称           |
| ---- | ------- | ---------- | ----------------- | -------------- |
| ㎝   | U+339D  | 1-13-49    | &#x339D; &#13213; | センチメートル |

Unicodeには、CJK互換用文字として上記の文字が収録されている。これは、既存の文字コードに対する後方互換性のために収録されているものであり、使用は推奨されない。